# آيسكيول (مدينة)
آيسكيول (بالإسبانية: Esquel)‏ هي منطقة سكنية تقع في الأرجنتين في مقاطعة فيوتاليوفيو. يقدر عدد سكانها بـ 32,234 نسمة وترتفع عن سطح البحر 563 متر.

## المناخ
يظهر الجدول التالي التغييرات المناخية على مدار السنة لآيسكيول:
| البيانات المناخية لـآيسكيول                                                                                    | البيانات المناخية لـآيسكيول | البيانات المناخية لـآيسكيول | البيانات المناخية لـآيسكيول | البيانات المناخية لـآيسكيول | البيانات المناخية لـآيسكيول | البيانات المناخية لـآيسكيول | البيانات المناخية لـآيسكيول | البيانات المناخية لـآيسكيول | البيانات المناخية لـآيسكيول | البيانات المناخية لـآيسكيول | البيانات المناخية لـآيسكيول | البيانات المناخية لـآيسكيول | البيانات المناخية لـآيسكيول |
| الشهر | يناير                       | فبراير                      | مارس                        | أبريل                       | مايو                        | يونيو                       | يوليو                       | أغسطس                       | سبتمبر                      | أكتوبر                      | نوفمبر                      | ديسمبر                      | المعدل السنوي               |
| --- | --------------------------- | --------------------------- | --------------------------- | --------------------------- | --------------------------- | --------------------------- | --------------------------- | --------------------------- | --------------------------- | --------------------------- | --------------------------- | --------------------------- | --------------------------- |
| الدرجة القصوى °م (°ف)                                                                                          | 38.6 (101.5)                | 35.6 (96.1)                 | 32.2 (90.0)                 | 27.0 (80.6)                 | 22.3 (72.1)                 | 21.2 (70.2)                 | 20.7 (69.3)                 | 18.7 (65.7)                 | 23.5 (74.3)                 | 29.6 (85.3)                 | 32.6 (90.7)                 | 35.0 (95.0)                 | 38.6 (101.5)                |
| متوسط درجة الحرارة الكبرى °م (°ف)                                                                              | 21.7 (71.1)                 | 22.2 (72.0)                 | 19.1 (66.4)                 | 14.4 (57.9)                 | 10.1 (50.2)                 | 6.7 (44.1)                  | 6.1 (43.0)                  | 8.5 (47.3)                  | 11.8 (53.2)                 | 14.7 (58.5)                 | 17.6 (63.7)                 | 19.9 (67.8)                 | 14.4 (57.9)                 |
| المتوسط اليومي °م (°ف)                                                                                         | 15.1 (59.2)                 | 15.0 (59.0)                 | 12.3 (54.1)                 | 8.2 (46.8)                  | 4.9 (40.8)                  | 2.4 (36.3)                  | 1.5 (34.7)                  | 3.2 (37.8)                  | 5.5 (41.9)                  | 8.4 (47.1)                  | 11.2 (52.2)                 | 13.6 (56.5)                 | 8.4 (47.2)                  |
| متوسط درجة الحرارة الصغرى °م (°ف)                                                                              | 8.2 (46.8)                  | 7.7 (45.9)                  | 5.5 (41.9)                  | 2.7 (36.9)                  | 0.5 (32.9)                  | −1.8 (28.8)                 | −2.8 (27.0)                 | −1.4 (29.5)                 | 0.0 (32.0)                  | 2.3 (36.1)                  | 4.7 (40.5)                  | 7.0 (44.6)                  | 2.7 (36.9)                  |
| أدنى درجة حرارة °م (°ف)                                                                                        | −5.4 (22.3)                 | −4.6 (23.7)                 | −7.0 (19.4)                 | −11.5 (11.3)                | −12.5 (9.5)                 | −21.2 (−6.2)                | −22.8 (−9.0)                | −20.9 (−5.6)                | −14.8 (5.4)                 | −10.3 (13.5)                | −7.0 (19.4)                 | −4.5 (23.9)                 | −22.8 (−9.0)                |
| الهطول مم (إنش)                                                                                                | 18.8 (0.74)                 | 18.4 (0.72)                 | 24.5 (0.96)                 | 43.1 (1.70)                 | 65.0 (2.56)                 | 79.4 (3.13)                 | 60.2 (2.37)                 | 47.0 (1.85)                 | 35.7 (1.41)                 | 28.3 (1.11)                 | 20.8 (0.82)                 | 20.8 (0.82)                 | 462.0 (18.19)               |
| متوسط أيام هطول الأمطار (≥ 0.1 mm)                                                                             | 3.8                         | 3.7                         | 5.6                         | 7.0                         | 9.7                         | 11.0                        | 9.4                         | 9.6                         | 7.3                         | 6.1                         | 4.4                         | 4.1                         | 81.7                        |
| متوسط الأيام المثلجة                                                                                           | 0.1                         | 0.2                         | 0.2                         | 0.5                         | 2                           | 5                           | 6                           | 4                           | 3                           | 0.9                         | 0.2                         | 0.3                         | 22.4                        |
| متوسط الرطوبة النسبية (%)                                                                                      | 48.0                        | 50.1                        | 56.5                        | 63.5                        | 72.2                        | 76.6                        | 75.5                        | 70.9                        | 62.9                        | 55.2                        | 50.0                        | 48.1                        | 60.8                        |
| ساعات سطوع الشمس الشهرية                                                                                       | 306                         | 247                         | 217                         | 157                         | 109                         | 78                          | 108                         | 134                         | 187                         | 246                         | 256                         | 278                         | 2٬323                       |
| نسبة وصول أشعة الشمس                                                                                           | 67                          | 64                          | 57                          | 48                          | 36                          | 27                          | 37                          | 41                          | 53                          | 60                          | 59                          | 59                          | 51                          |
| المصدر #1: Servicio Meteorológico Nacional                                                                     |                             |                             |                             |                             |                             |                             |                             |                             |                             |                             |                             |                             |                             |
| المصدر #2: Secretaria de Mineria (extremes 1901–1990), منظمة الأغذية والزراعة (sun only), UNLP (snowfall data) |                             |                             |                             |                             |                             |                             |                             |                             |                             |                             |                             |                             |                             |

## توأمة
لآيسكيول (مدينة) اتفاقيات توأمة مع:
- آبريستويث

## أعلام
- ألدو دوتشر